# Jessica Stevenson
Jessica Stevenson (ur. w 1972 roku w Londynie) – brytyjska aktorka. Jej mężem jest Adam Hynes, z którym ma troje dzieci.

## Filmografia
- 1993: Dzieciątko z Mâcon jako Pierwsza położna
- 1995: Tears Before Bedtime jako Maggie
- 1996: Asylum
- 1996: Mash and Peas jako Various Roles
- 1996: Staying Alive jako Alice Timpson
- 1996: Spaced jako Daisy Steiner
- 2004: Bridget Jones: W pogoni za rozumem jako Magda
- 2004: Wysyp żywych trupów jako Yvonne
- 2005: Generation Jedi jako ona sama
- 2005: Gwiezdne wojny. Moc jest z tobą jako ona sama
- 2005: According to Bex jako Rebecca 'Bex' Atwell
- 2006: Panna Marple: Zatrute pióro jako Amy Griffith
- 2006: Confetti jako Sam
- 2007: Four Last Songs jako Miranda
- 2007: Harry Potter i Zakon Feniksa jako Mafalda Hopkirk (głos)